# B1 FC
El B1 FC es un equipo de fútbol de Santa Lucía que juega en la División de Oro de Santa Lucía, la primera división nacional.

## Historia
Fue fundado en el año 2015 en la ciudad de Marchand, Santa Lucía como equipo de ligas regionales hasta que en la temporada 2019 juega en la segunda categoría por primera vez donde finalizó en octavo lugar.
Luego de que la temporada 2020 fuera cancelada por la pandemia de COVID-19, el club terminaría en tercer lugar de la segunda categoría, logrando el ascenso a la División de Oro de Santa Lucía debido a que Santa Lucía sub-20 no era elegible para el ascenso a la primera división. Al año siguiente es campeón nacional en su primera temporada en primera división luego de vencer en la última jornada a El Niños FC por 9-0.
Participó en la CONCACAF Caribbean Club Shield 2023 donde sería eliminado en la fase de grupos.

## Palmarés
- División de Oro de Santa Lucía: 1

2022

## Participación en competiciones de la Concacaf
| Temporada | Torneo                         | Ronda          | Club              | Casa | Visita | Global    |
| --------- | ------------------------------ | -------------- | ----------------- | ---- | ------ | --------- |
| 2023      | CONCACAF Caribbean Club Shield | Fase de grupos | AS Etoile Matoury | 0-4  | 0-4    | 4.º lugar |
| 2023      | CONCACAF Caribbean Club Shield | Fase de grupos | O&M FC            | 2-8  | 2-8    | 4.º lugar |
| 2023      | CONCACAF Caribbean Club Shield | Fase de grupos | SV Robinhood      | 0-5  | 0-5    | 4.º lugar |